# Cimitero monumentale di Trento
Il cimitero monumentale di Trento è il principale cimitero del comune di Trento.

## Storia

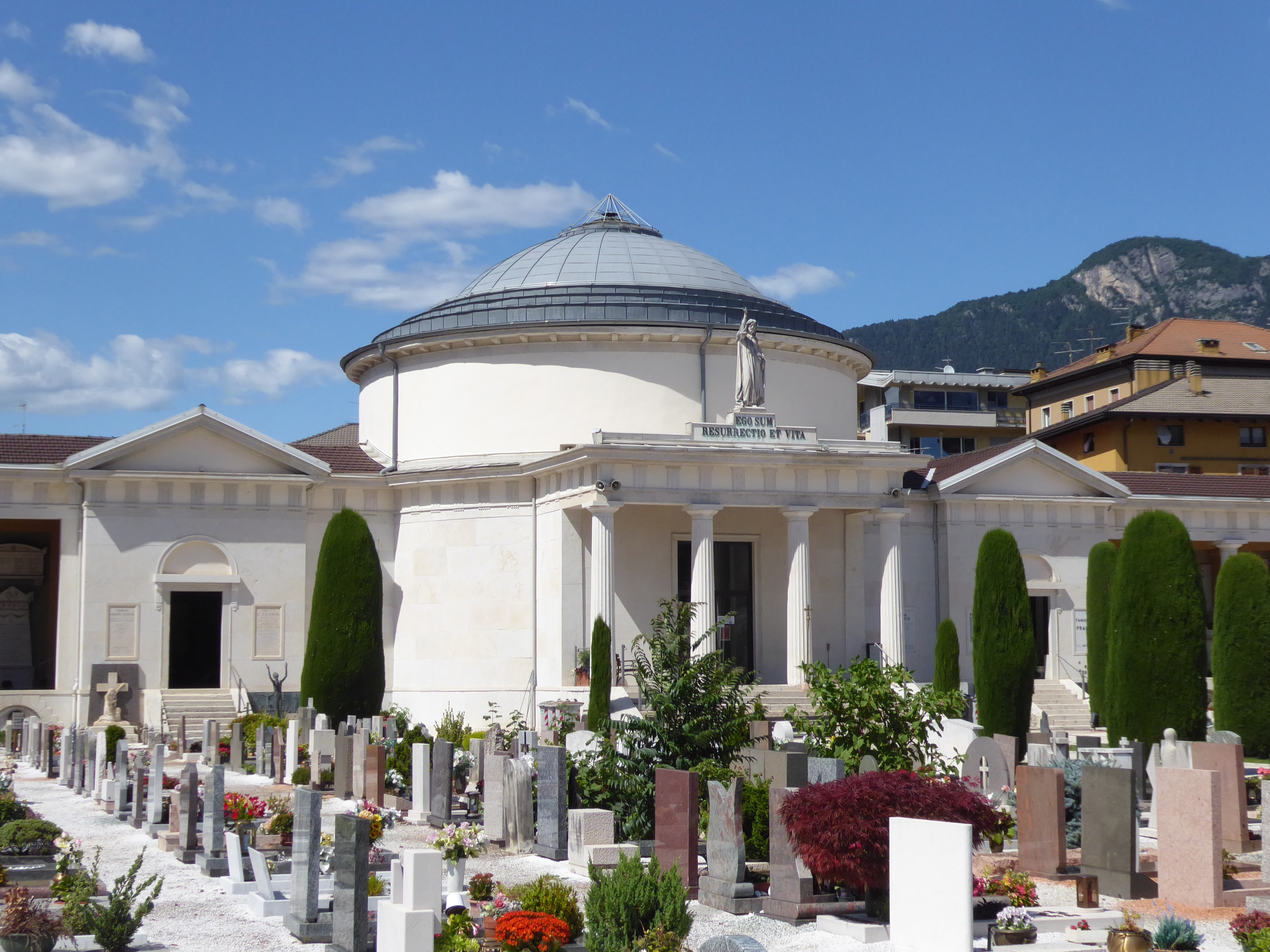
La chiesa cimiteriale, dedicata al Redentore

Fu progettato nel 1824 da Giuseppe Pietro Dal Bosco, ingegnere aggiunto all'ufficio tecnico del Capitanato Circolare. I lavori di costruzione cominciarono nel 1826 e continuarono per più di quarant'anni, ma l'inaugurazione avvenne già nel 1827.

## Descrizione
Al suo interno si trovano anche il sacrario militare di Trento, il monumento ossario austro-ungarico e una chiesa cimiteriale dedicata al Redentore. 
Dispone di un forno crematorio, inaugurato nel 2021.

### Sepolture
Tra le tante persone sepolte, vi sono anche i resti della brigatista Mara Cagol, il leader democristiano Flaminio Piccoli, l'economista e politico Beniamino Andreatta, il giornalista Alfredo Pieroni.